# Magyar csapatok az UEFA Konferencia Ligában
Ez a szócikk az UEFA Konferencia Ligában szereplő magyar klubcsapatok eredményeit tartalmazza.

## Szezononként
Jelölések
(o) – otthoni (hazai) mérkőzés
(i) – idegenbeli mérkőzés
Az eredmények minden esetben a magyar csapatok szemszögéből értendőek.

### 2020–2029
| Szezon  | Klubcsapat      | Forduló                     | Ellenfél             | 1. mérk.    | 2. mérk.       | Össz.        | Forrás |
| ------- | --------------- | --------------------------- | -------------------- | ----------- | -------------- | ------------ | ------ |
| 2021–22 | MOL Fehérvár    | 1. selejtezőkör             | Ararat Jerevan       | 1–1 (o)     | 0–2 (i)        | 1–3          | [ 1 ]  |
| 2021–22 | Puskás Akadémia | 1. selejtezőkör             | Inter Turku          | 1–1 (i)     | 2–0 (o)        | 3–1          | [ 2 ]  |
| 2021–22 | Puskás Akadémia | 2. selejtezőkör             | Rīgas                | 0–3 (i)     | 0–2 (o)        | 0–5          | [ 2 ]  |
| 2021–22 | Újpest          | 2. selejtezőkör             | Vaduz                | 2–1 (o)     | 3–1 (i)        | 5–2          | [ 3 ]  |
| 2021–22 | Újpest          | 3. selejtezőkör             | Basel                | 1–2 (o)     | 0–4 (i)        | 1–6          | [ 3 ]  |
| 2022–23 | Puskás Akadémia | 2. selejtezőkör             | Vitória de Guimarães | 0–3 (i)     | 0–0 (o)        | 0–3          | [ 4 ]  |
| 2022–23 | Kisvárda        | 2. selejtezőkör             | Kajrat               | 1–0 (i)     | 1–0 (o)        | 2–0          | [ 5 ]  |
| 2022–23 | Kisvárda        | 3. selejtezőkör             | Molde                | 0–3 (i)     | 2–1 (o)        | 2–4          | [ 5 ]  |
| 2022–23 | MOL Fehérvár    | 2. selejtezőkör             | Qəbələ               | 4–1 (o)     | 1–2 (i)        | 5–3          | [ 6 ]  |
| 2022–23 | MOL Fehérvár    | 3. selejtezőkör             | Petrocub Hîncești    | 5–0 (o)     | 2–1 (i)        | 7–1          | [ 6 ]  |
| 2022–23 | MOL Fehérvár    | Rájátszás a csoportkörért   | 1. FC Köln           | 2–1 (i)     | 0–3 (o)        | 2–4          | [ 6 ]  |
| 2023–24 | Zalaegerszeg    | 2. selejtezőkör             | Osijek               | 0–1 (i)     | 1–2 (o)        | 1–3          | [ 7 ]  |
| 2023–24 | Kecskemét       | 2. selejtezőkör             | Riga                 | 2–1 (o)     | 1–3 (h.u.) (i) | 3–4          | [ 8 ]  |
| 2023–24 | Debrecen        | 2. selejtezőkör             | Alaskert             | 1–0 (i)     | 1–2 (h.u.) (o) | 2–2 (t. 3–1) | [ 9 ]  |
| 2023–24 | Debrecen        | 3. selejtezőkör             | Rapid Wien           | 0–0 (i)     | 0–5 (o)        | 0–5          | [ 9 ]  |
| 2023–24 | Ferencváros     | 2. selejtezőkör             | Shamrock Rovers      | 4–0 (o)     | 2–0 (i)        | 6–0          | [ 10 ] |
| 2023–24 | Ferencváros     | 3. selejtezőkör             | Ħamrun Spartans      | 6–1 (i)     | 2–1 (o)        | 8–2          | [ 10 ] |
| 2023–24 | Ferencváros     | Rájátszás a csoportkörért   | Žalgiris             | 4–0 (i)     | 3–0 (o)        | 7–0          | [ 10 ] |
| 2023–24 | Ferencváros     | Csoportkör (F)              | Fiorentina           | 2–2 (i)     | 1–1 (o)        |              | [ 10 ] |
| 2023–24 | Ferencváros     | Csoportkör (F)              | Genk                 | 0–0 (i)     | 1–1 (o)        |              | [ 10 ] |
| 2023–24 | Ferencváros     | Csoportkör (F)              | Čukarički            | 3–1 (o)     | 2–1 (i)        |              | [ 10 ] |
| 2023–24 | Ferencváros     | Rájátszás a nyolcaddöntőért | Olimbiakósz          | 0–1 (i)     | 0–1 (o)        | 0–2          | [ 10 ] |
| 2024–25 | Puskás Akadémia | 2. selejtezőkör             | Dnyipro              | 3–0 (i)     | 3–0 (o)        | 6–0          | [ 12 ] |
| 2024–25 | Puskás Akadémia | 3. selejtezőkör             | Ararat               | 1–0 (i)     | 3–3 (o)        | 4–3          | [ 12 ] |
| 2024–25 | Puskás Akadémia | Rájátszás a csoportkörért   | Fiorentina           | 3–3 (i)     | 1–1 (h.u.) (o) | 4–4 (t. 4-5) | [ 12 ] |
| 2024–25 | Fehérvár        | 2. selejtezőkör             | Sumqayıt             | 2–1 (i)     | 0–0 (o)        | 2–1          | [ 13 ] |
| 2024–25 | Fehérvár        | 3. selejtezőkör             | Omónia               | 0–1 (i)     | 0–2 (o)        | 0–3          | [ 13 ] |
| 2024–25 | Paks            | 2. selejtezőkör             | AÉK Lárnakasz        | 3–0 (o)     | 2–0 (i)        | 5–0          | [ 14 ] |
| 2024–25 | Paks            | 3. selejtezőkör             | Mornar               | 3–0 (o)     | 2–2 (i)        | 5–2          | [ 14 ] |
| 2024–25 | Paks            | Rájátszás a csoportkörért   | Mláda Boleslav       | 2–2 (i)     | 0–3 (o)        | 2–5          | [ 14 ] |
| 2025–26 | Puskás Akadémia | 2. selejtezőkör             | Aris Limassol        | 2–3 (i)     | 0–2 (o)        | 2–5          | [ 15 ] |
| 2025–26 | Paks            | 2. selejtezőkör             | Maribor              | 1–0 (o)     | 1-1 (i)        | 2–1          | [ 16 ] |
| 2025–26 | Paks            | 3. selejtezőkör             | Polisszja Zsitomir   | 0–3 (i)     | 2–1 (o)        | 2–4          | [ 16 ] |
| 2025–26 | Győr            | 2. selejtezőkör             | Pjunik               | 1–2 (i)     | 3–1 (o)        | 4–3          | [ 17 ] |
| 2025–26 | Győr            | 3. selejtezőkör             | AIK                  | 1–2 (i)     | 2–0 (o)        | 3–2          | [ 17 ] |
| 2025–26 | Győr            | Rájátszás                   | Rapid Wien           | (08.21) (o) | (08.28) (i)    | –            | [ 17 ] |

1. 1 2 3  A Dnyipro–1 csapata csődöt jelentett, az UEFA a mérkőzéseket 3–0-s megállapított eredménnyel a Puskás Akadémia javára írta.[11]

## Csapatonként
Szereplések száma szerint
(Főtáblára való jutás idénye vastaggal)
| Csapat          | Szereplések száma | Szezonok                           |
| --------------- | ----------------- | ---------------------------------- |
| Puskás Akadémia | 4                 | 2021–22, 2022–23, 2024–25, 2025–26 |
| Fehérvár        | 3                 | 2021–22, 2022–23, 2024–25          |
| Paks            | 2                 | 2024–25, 2025–26                   |
| Debrecen        | 1                 | 2023–24                            |
| Győr            | 1                 | 2025–26                            |
| Ferencváros     | 1                 | 2023–24                            |
| Kecskemét       | 1                 | 2023–24                            |
| Újpest          | 1                 | 2021–22                            |
| Zalaegerszeg    | 1                 | 2023–24                            |

## Lásd még
- Magyar csapatok az UEFA-bajnokok ligájában
- Magyar csapatok az Európa-ligában